# Campoletis atypica
Campoletis atypica là một loài tò vò trong họ Ichneumonidae.